# Józef Chirowski

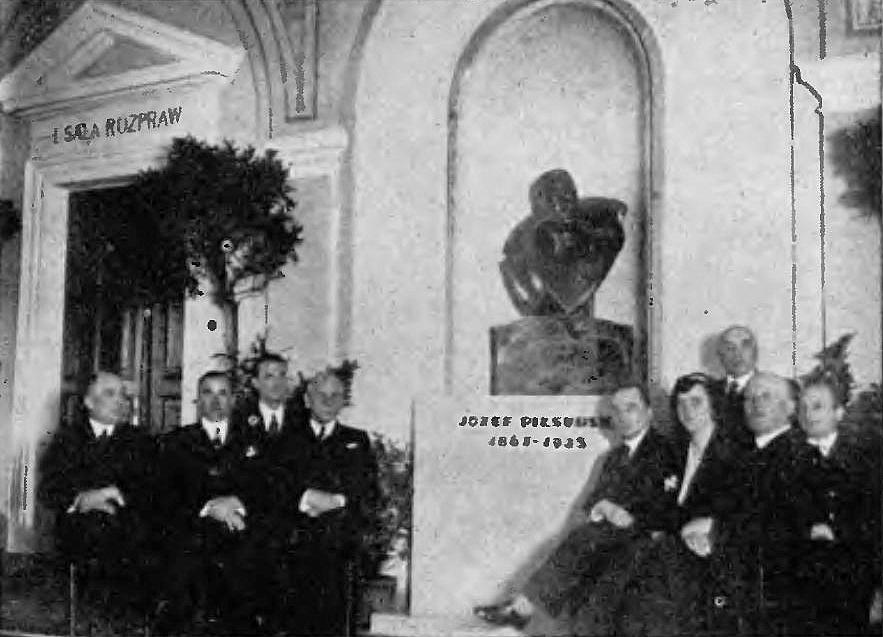
Józef Chirowski (pierwszy z lewej) podczas odsłonięcie popiersia Marszałka Józefa Piłsudskiego w gmachu Sądu Okręgowego we Lwowie w maju 1936. Obok m.in. Juliusz Prachtel-Morawiański, Marian Zbrowski, Stanisław Dębicki, Helena Lepiarz, Lucjan Malicki

Józef Kazimierz Chirowski (ur. 11 października 1894 w Tyśmienicy, zm. 19 lutego 1967) – major audytor Wojska Polskiego, adwokat, prokurator. W 1959 został awansowany do stopnia podpułkownika przez władze II RP na uchodźstwie.

## Życiorys
Józef Kazimierz Chirowski urodził się 11 października 1894 w Tyśmienicy, w rodzinie Michała i Franciszki z Miałszygroszów. W 1913 ukończył gimnazjum w Przemyślu. Po wybuchu I wojny światowej w 1914, wraz z rodziną został ewakuowany na Węgry. W 1915 został zmobilizowany do cesarskiej i królewskiej armii i wcielony do c. i k. 10 pułku piechoty. Służył na froncie rosyjskim. We wrześniu 1915 w okolicach Równego dostał się do rosyjskiej niewoli. W maju 1918 uciekł i przedostał się do Lwowa.
Na początku listopada 1918 został dowódcą kompanii 1 pułku Strzelców Lwowskich i uczestniczył w obronie Lwowa przed Ukraińcami. Od czerwca 1920 był adiutantem batalionu, a następnie dowódcą kompanii w 38 pułku piechoty Strzelców Lwowskich. 3 maja 1922 został zweryfikowany w stopniu kapitana ze starszeństwem z dniem 1 czerwca 1919 i 1182. lokatą w korpusie oficerów piechoty, a jego oddziałem macierzystym był wówczas 27 pułk piechoty w Częstochowie.
Ukończył studia na Uniwersytecie Lwowskim uzyskując stopień doktora praw. 29 lipca 1922 Minister Spraw Wojskowych sprostował mu „używane w dotychczasowej służbie wojskowej nazwisko «Chyrowski» na nazwisko rodowe «Chirowski»”.
W styczniu 1923 został przeniesiony do korpusu oficerów sądowych. Był asystentem w Prokuraturze przy Wojskowym Sądzie Okręgowym Nr X w Przemyślu. 4 lutego 1927 został przeniesiony służbowo do Prokuratury przy Wojskowym Sądzie Okręgowym Nr X w Przemyślu na okres sześciu miesięcy. 16 lipca 1927 roku został podprokuratorem w Prokuraturze przy Wojskowym Sądzie Okręgowym Nr I w Warszawie. 1 stycznia 1930 awansował na majora. Publikował artykuły w prasie wojskowej. 31 lipca 1931 na własną prośbę przeszedł do rezerwy. 
Po zwolnieniu z czynnej służby wojskowej rozpoczął praktykę adwokacką we Lwowie. W 1932 został prokuratorem Sądu Okręgowego we Lwowie, a w 1937 mianowany prokuratorem Sądu Apelacyjnego we Lwowie.
Po II wojnie światowej pozostał na emigracji w Wielkiej Brytanii. W 1959 został awansowany do stopnia podpułkownika w korpusie oficerów audytorów Polski Sił Zbrojnych. Zmarł 19 lutego 1967.

## Ordery i odznaczenia
- Order Odrodzenia Polski[1]
- Krzyż Walecznych[1]
- Złoty Krzyż Zasługi[1]
- Medal Niepodległości[1]
- Medal Pamiątkowy za Wojnę 1918–1921